# Dorfkirche Wustrow

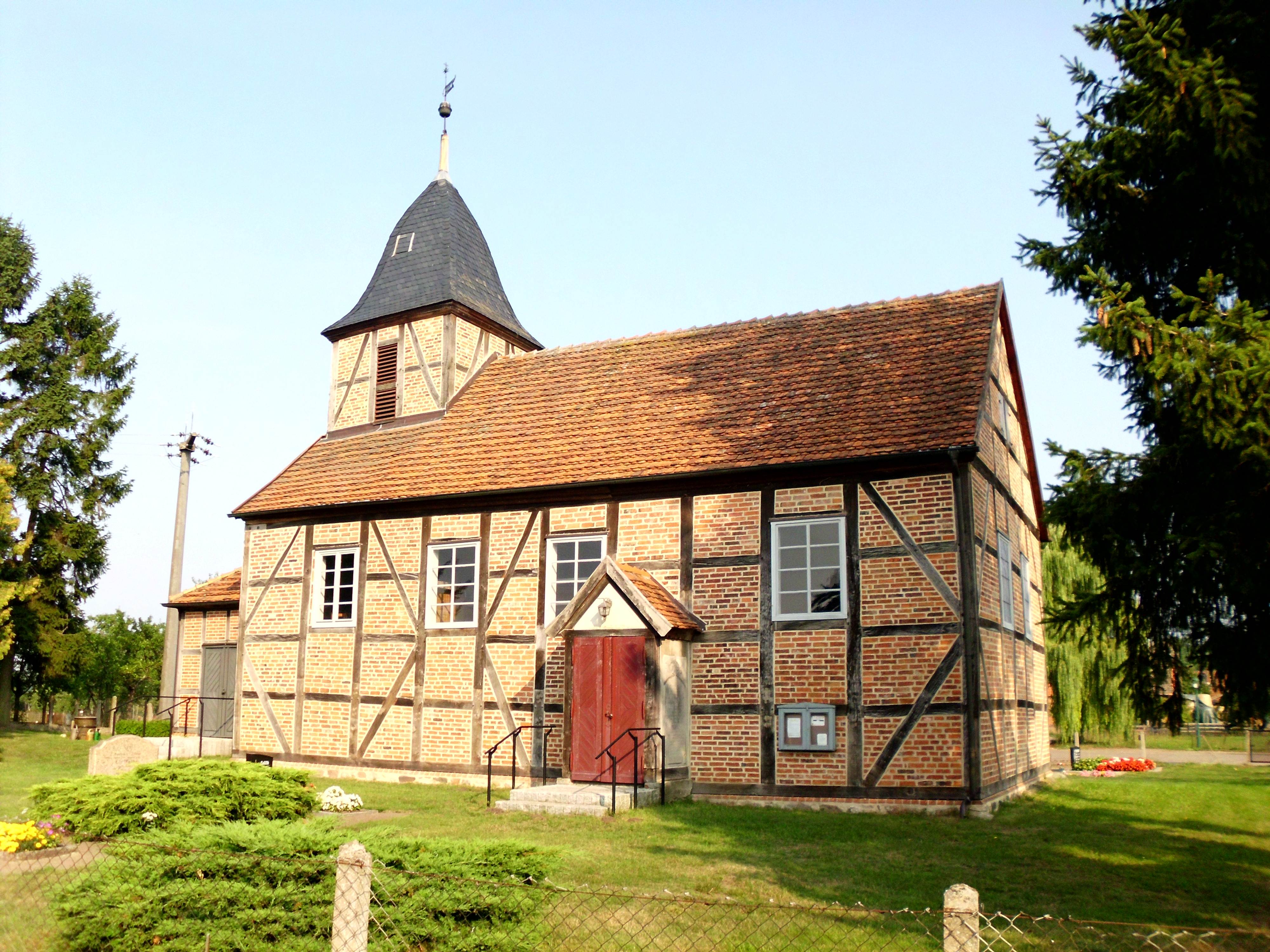
Dorfkirche in Wustrow

Die evangelische Dorfkirche Wustrow ist eine Saalkirche in Wustrow, einem Ortsteil der Gemeinde Lanz im brandenburgischen Landkreis Prignitz. Die Kirchengemeinde gehört dem Pfarrsprengel Lenzen-Lanz-Seedorf im Kirchenkreis Prignitz der Evangelischen Kirche Berlin-Brandenburg-schlesische Oberlausitz an. Das Gebäude steht unter Denkmalschutz.

## Baubeschreibung
Es handelt sich um eine schlichte Fachwerkkirche aus dem Jahr 1789. Der Dachturm wird durch Holzpfosten im Kirchenschiff gestützt und hat eine geschwungene Haube. Vermutlich in den 1950er-Jahren wurde ein Ostanbau hinzugefügt, der als Leichenhaus dient. Das Innere der Kirche wird von einer Flachdecke mit profilierten und ornamentierten Kopfstreben überspannt. Die West- und Südempore wurden im 20. Jahrhundert im neubarocken Stil gestaltet. Der Kanzelaltar im schlichten barocken Stil ist reich geschnitzt und wurde 1913 verändert, das Schnitzwerk der Rückwand zeigt Einflüsse des Jugendstils. Es gibt zwei gusseiserne Rokokokronleuchter, die jedoch beschädigt sind. Ein Bildnis eines Adligen in preußischer Uniform stammt aus der zweiten Hälfte des 18. Jahrhunderts. Am Südvorbau sind zwei Grabsteine aus dem späten 18. Jahrhundert mit reichem Wappenschmuck zu finden.